# メルメック
メルメック（MerMec）はイタリアのプーリア州バーリ県モノーポリに本社を置く鉄道関連企業。主に鉄道運行に用いる管理システムの開発・設計を行っている。社名は設立時のメリディオナリ・メッカニカ（Meridionali Meccanica 南部機械社）を略称化したもの。

## 沿革
同社は1960年代にアンジェロ・ペルトーザが創設したメリディオリ・メッカニカ社に端を発する。会社はトラックの牽引機械の製造で順調に成長していき、1980年代から鉄道事業への参入を決定、複数の先行する企業や研究組織と連帯して鉄道のインフラを管理するシステムの開発を推進した。その後、息子のヴィート・ペルトーザに引き継がれ、社名もMerMecに改めた同社は十年来の研究であった管理システムの開発に成功する。
鉄道運営において極めて重要な列車故障を逸早く察知し、運行の安全性を高めるこのシステムは精度の面で高い評価を受け、時刻管理の厳密さで知られるスイス国鉄のテストを突破して採用を勝ち取った。スイス国鉄の関係者はチューリッヒの本社とモノーポリ間を何度も行き来しては性能チェックを繰り返した上で、「信用性に足る製品」として1000万ユーロ相当の発注を決めた。オーストラリアや中国・チベット山岳地帯での鉄道開発にも同製品の納入を決定している。
現在は新たな列車運行コントロールシステムの開発を進めつつ、宇宙開発事業への参入も検討しているという。